# Grammy Awards 1964
Für herausragende Leistung im Musikgeschäft gab es 1964 zum sechsten Mal den US-amerikanischen Grammy.
42 Auszeichnungen in 15 Sparten wurden bei den Grammy Awards 1964 vergeben.

## Hauptkategorien
Single des Jahres (Record of the Year):
- „Days Of Wine And Roses“ von Henry Mancini

Album des Jahres (Album of the Year):
- The Barbra Streisand Album von Barbra Streisand

Song des Jahres (Song of the Year):
- „Days Of Wine And Roses“ von Henry Mancini (Autoren: Henry Mancini, Johnny Mercer)

Bester neuer Künstler (Best New Artist):
- Ward Swingle

## Pop
Beste weibliche Gesangsdarbietung (Best Vocal Performance, Female):
- The Barbra Streisand Album von Barbra Streisand

Beste männliche Gesangsdarbietung (Best Vocal Performance, Male):
- „Wives And Lovers“ von Jack Jones

Beste Darbietung einer Gesangsgruppe (Best Performance By A Vocal Group):
- „Blowin' In The Wind“ von Peter, Paul & Mary

Beste Darbietung eines Chors (Best Performance By A Chorus):
- Bach's Greatest Hits von den Swingle Singers

Beste Darbietung eines Orchesters – Tanz (Best Performance By An Orchestra – For Dancing):
- This Time By Basie! Hits Of The 50's And 60's von Count Basie

Beste Darbietung eines Orchesters oder eines Instrumentalisten mit Orchester – ohne Jazz oder Tanz (Best Performance By An Orchestra Or Instrumentalist With Orchestra, Not For Jazz Or Dancing):
- „Java“ von Al Hirt

Beste Rock-and-Roll-Aufnahme (Best Rock And Roll Recording):
- „Deep Purple“ von April Stevens & Nino Tempo

## Rhythm & Blues
Beste R&B-Aufnahme (Best Rhythm & Blues Recording):
- „Busted“ von Ray Charles

## Country
Beste Country-und-Western-Aufnahme (Best Country & Western Recording):
- Detroit City von Bobby Bare

## Jazz
Beste Jazz-Instrumentaldarbietung – Solist oder Kleingruppe (Best Jazz Instrumental Performance – Soloist Or Small Group):
- Conversations With Myself von Bill Evans

Beste Jazz-Instrumentaldarbietung – Großgruppe (Best Jazz Instrumental Performance – Large Group):
- Encore: Woody Herman, 1963 von Woody Herman

Beste Jazz-Originalkomposition (Best Original Jazz Composition):
- Gravy Waltz von Steve Allen (Komponisten: Steve Allen, Ray Brown)

## Gospel
Beste musikalische Gospel- oder andere religiöse Aufnahme (Best Gospel Or Other Religious Recording, Musical):
- Dominique von Sœur Sourire

## Folk
Beste Folk-Aufnahme (Best Folk Recording):
- Blowin' In The Wind von Peter, Paul and Mary

## Für Kinder
Beste Aufnahme für Kinder (Best Recording For Children):
- Bernstein Conducts For Young People von den New Yorker Philharmonikern unter Leitung von Leonard Bernstein

## Sprache
Beste Aufnahme Dokumentation, gesprochener Text oder Schauspiel ohne Comedy (Best Documentary Or Spoken Word Recording Other Than Comedy):
- Who's Afraid of Virginia Woolf? von Melinda Dillon, George Grizzard, Uta Hagen und Arthur Hill (Skript: Edward Albee)

## Comedy
Beste Comedy-Darbietung (Best Comedy Performance):
- Hello Muddah, Hello Fadduh von Allan Sherman

## Musical Show
Beste Musik eines Original-Cast-Show-Albums (Best Score From An Original Cast Show Album):
- She Loves Me von der Originalbesetzung mit Barbara Cook, Jack Cassidy, Barbara Baxley, Daniel Massey, Nathaniel Frey, Ralph Williams und Jo Wilder (Komponisten: Jerry Bock, Sheldon Harnick)

## Komposition / Arrangement
Bestes Instrumentalthema (Best Instrumental Theme):
- More – Theme From Mondo Cane (Komponist: Riz Ortolani)

Beste Originalmusik eines Films oder einer Fernsehshow (Best Original Score From A Motion Picture Or Television Show):
- Tom Jones (Komponist: John Addison)

Bestes Instrumentalarrangement (Best Instrumental Arrangement):
- I Can't Stop Loving You von Count Basie (Arrangeur: Quincy Jones)

Bestes Hintergrund-Arrangement (Best Background Arrangement):
- Days Of Wine And Roses (Arrangeur: Henry Mancini)

## Packages und Album-Begleittexte
Bestes Album-Cover, Klassik (Best Album Cover, Classical):
- Puccini: Madame Butterfly vom RCA Italiana Opera Orchester unter Leitung von Erich Leinsdorf (Künstlerischer Leiter: Robert M. Jones)

Bestes Album-Cover, ohne Klassik (Best Album Cover, Other Than Classical):
- The Barbra Streisand Album von Barbra Streisand (Künstlerischer Leiter: John Berg)

Bester Album-Begleittext (Best Album Notes):
- The Ellington Era von Duke Ellington (Verfasser: Stanley Dance, Leonard Feather)

## Produktion und Technik
Beste technische Aufnahme, ohne klassische Musik (Best Engineered Recording, Non-Classical):
- Charade von Henry Mancini (Technik: James Malloy)

Beste technische Aufnahme – klassische Musik (Best Engineered Recording, Classical):
- Puccini: Madame Butterfly vom RCA Italiana Opera Orchester unter Leitung von Erich Leinsdorf (Technik: Lewis W. Layton)

Beste technische Aufnahme, Besondere Effekte (Best Engineered Recording, Special Or Novel Effects):
- Civil War Vol. II von Frederick Fennell (Technik: Robert Fine)

## Klassische Musik
Bestes Klassik-Album (Best Classical Album):
- Britten: War Requiem des London Symphony Orchestra unter Leitung von Benjamin Britten

Beste klassische Orchesterdarbietung (Best Performance – Orchestra):
- Bartók: Konzert für Orchester vom Boston Symphony Orchestra unter Leitung von Erich Leinsdorf

Beste Opernaufnahme (Best Opera Recording):
- Puccini: Madame Butterfly von Rosalind Elias, Leontyne Price, Richard Tucker und dem RCA Italiana Opera Orchester unter Leitung von Erich Leinsdorf

Beste klassische Chor-Darbietung (ohne Oper) (Best Classical Performance – Choral Other Than Opera):
- Britten: War Requiem vom Bach Choir, dem Highgate School Choir und dem London Symphony Orchestra und Chor unter Leitung von Benjamin Britten

Beste Soloinstrument-Darbietung mit Orchester (Best Performance – Instrumental Soloist or Soloists With Orchestra):
- Tschaikowski: Klavierkonzert Nr. 1 in b-Moll von Arthur Rubinstein und dem Boston Symphony Orchestra unter Leitung von Benjamin Britten

Beste Soloinstrument-Darbietung ohne Orchester (Best Performance – Instrumental Soloist or Soloists Without Orchestra):
- The Sound Of Horowitz von Vladimir Horowitz

Beste Kammermusik-Darbietung (Best Classical Music Performance – Chamber Music):
- Evening Of Elizabethan Music vom Julian Bream Consort

Beste Solo-Gesangsdarbietung (mit oder ohne Orchester) (Best Classical Performance – Vocal Soloist With Or Without Orchestra):
- Great Scenes From Gershwin's Porgy And Bess von Leontyne Price und dem RCA Orchestra unter Leitung von Skitch Henderson

Beste Komposition eines zeitgenössischen Komponisten (Best Composition by a Contemporary Composer):
- War Requiem von Benjamin Britten

Meistversprechender neuer Künstler – Klassikaufnahmen (Most Promising New Classical Recording Artist):
- André Watts